# 大塚和
大塚 和（おおつか かのう、1915年7月18日 - 1990年9月26日）は、日本の映画プロデューサー、映画プロダクション社長。1955年に日活とプロデューサー契約を結び、今村昌平、浦山桐郎、藤田敏八、神代辰巳、長谷川和彦ら13名もの新人監督を世に送り出したことで知られる。

## 来歴
高知県長岡郡田村（現・南国市田村）に生まれる。父親は開業医で、9人姉弟の末っ子。
1937年、東京外国語学校ロシア語科（現・東京外国語大学）卒業。映画世界社に入社。1943年、同社が戦時雑誌統合令によって解散したため、都新聞社（現・東京新聞社）文化部に転職した。
1946年、再開した映画世界社に復職。『映画ファン』の編集長になる。1949年、同社を退社。雑誌『映画手帖』『淑女』などの創刊に携わる。
1951年、宇野重吉に誘われて劇団民藝に参加。同年、民藝の第1回映画作品となる『三太と花荻先生』を製作。以後民藝映画として、『母のない子と子のない母と』『夜明け前』『あやに愛しき』などの製作を手掛けた。
1955年、日活とプロデューサー契約を結ぶ。1957年、劇団民藝の映画部が民藝映画社として独立し、同社の社長に就任。
1958年5月、今村昌平の監督第1作『盗まれた欲情』が公開。同作品のプロデューサーを務め、今村の映画には以後「企画」名義で『果しなき欲望』（1958年）、『豚と軍艦』（1961年）、『にっぽん昆虫記』（1963年）を製作。1958年以降は企画という立場で、中平康の『その壁を砕け』『泥だらけの純情』、浦山桐郎の『キューポラのある街』『非行少女』『私が棄てた女』、熊井啓の『日本列島』、鈴木清順の『けんかえれじい』、蔵原惟繕の『執炎』『愛と死の記録』『愛の渇き』、若杉光夫の『ガラスの中の少女』『サムライの子』、滝沢英輔の『しろばんば』『出撃』、藤田敏八の『非行少年 陽の出の叫び』『八月の濡れた砂』、神代辰巳の『かぶりつき人生』などの製作を手掛けた。
『映画評論』1965年7月号は「日本映画の影の推進者―大塚和とその作品」と題する巻頭記事を掲載した。執筆者の虫明亜呂無は次のように書き記した。
1969年、蔵原惟繕、浦山桐郎、熊井啓、藤田敏八、吉田憲二、神代辰巳、河辺和夫ら7人の監督と「えるふプロダクション」を設立。1970年、ATGと提携して『地の群れ』を製作した。
1973年、山本薩夫の『戦争と人間』三部作を最後に日活との契約を解消。同時に民藝映画社も退社した。
1975年、綜映社を三浦波夫らと設立。黒木和雄の『祭りの準備』（制作：綜映社・ATG・映画同人社）のプロデューサーを務めた。
1976年、長谷川和彦の『青春の殺人者』（制作：今村プロ・綜映社・ATG）のプロデューサーを今村昌平とともに務めた。
1986年、熊井啓の『海と毒薬』を製作。藤本賞特別賞を受賞した。
1990年9月26日、脳血栓で死去。75歳没。1992年9月、大塚公子が編纂した『大塚和 映画と人生』が出版される。えーけーあい企画出版。ジャーナリストの和田俊は娘婿、ラッパーのダースレイダーは孫。